# Калаизис, Арис
Арис Калаизис (нем. Aris Kalaizis; род. 1966, Лейпциг) — немецкий художник.

## Биография
Родился и вырос в Лейпциге в семье политического эмигранта из Греции. В 1992 году после обучения технике офсетной печати и обучения на фотолаборанта начал изучать живопись в Высшей школе графики и книжного искусства (Hochschule für Grafik und Buchkunst Leipzig), которую окончил в 1997 году, получив диплом с отличием.

The Floating Woman; холст, масло, 210x300 см, 2018

С 1997 по 2000 годы обучался у Арно Ринка (Arno Rink). Его первая публичная персональная выставка прошла в 2005 году при поддержке Марбургского художественного союза (Marburger Kunstverein). В 2007 году состоялась первая презентация его работ в Нью-Йорке.
Получил международное признание после участия в Венецианской Биенналле (Mostra Internazionale di Architettura, 2010) и в 4-й Триеннале в Гуанчжо́у (Китай, 2011). В 2011 году на выставке «Двойной взгляд» в Музее Грайца (Schloßmuseum Greiz) впервые поместил историческое пространство в контекст современного искусства.
Его картины находятся во многих художественных коллекциях как в Германии, так и в других странах. Одна из его картин — Das Martyrium des Hl. Bartholomäus oder Das doppelte Martyrium — представлена во Франкфуртском соборе. Наибольшее влияние на творчество юного Калаизиса наряду с его учителем, профессором Ринком, поддерживавшим и курировавшим его во время учёбы, оказали испанский живописец эпохи барокко Хосе де Рибера и английский художник Фрэнсис Бэкон.
С 2000 года живёт и работает в качестве свободного художника в Лейпциге.

## Стиль

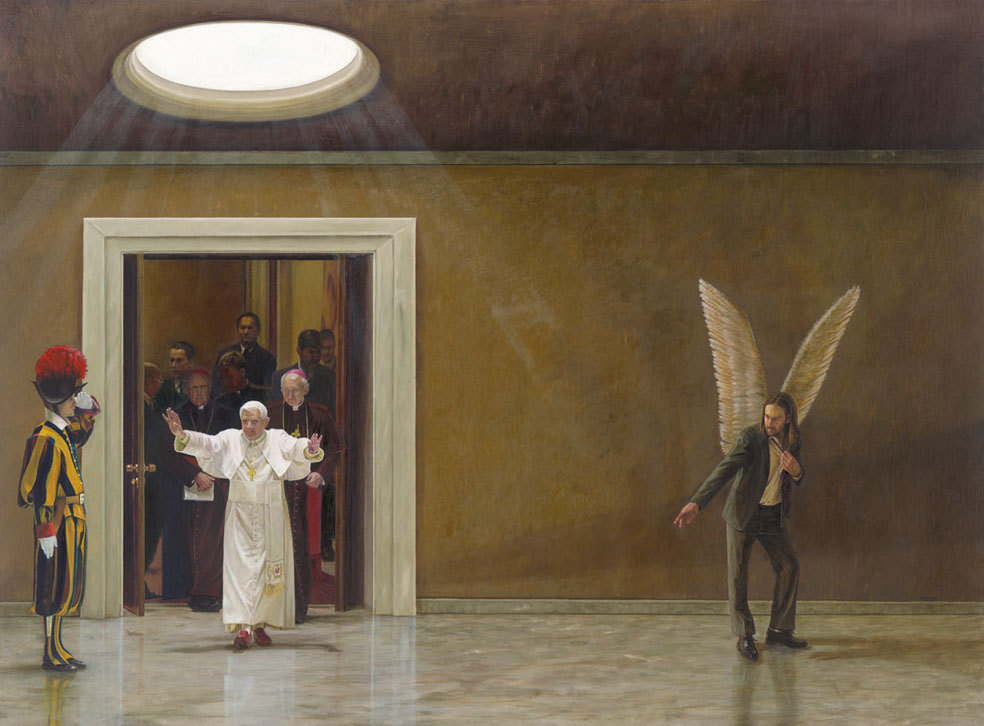
Make Believe; дерево, масло, 59x80 см, 2009

Свои произведения, истоком которых служат главным образом сновидения, Калаизис создает с помощью монтирования тщательно продуманных пространственных композиций и сооружения крупномасштабных сцен на месте воображаемого действия. Сначала он делает ряд подготовительных фотографий, на основе которых конструируется финальное произведение. Сцены в его картинах, нередко производящих сюрреалистическое впечатление, развиваются исходя из идей, которые Калаизис разрабатывает на манер киносценария. Результат этого ступенчатого творческого процесса — живописные произведения, воплощающие в линии и цвете желаемые образы внутреннего мира.
Основным формообразующим структурным принципом его работ выступает антитетика, позволяющая ставить под вопрос воплощаемые в цвете композиции — с целью реализации замысла, вновь и вновь возобновляемого в нюансах и деталях. В ходе этого затратного во временном отношении процесса, позволяющего создавать не более пяти картин в год, возникают проекты, образующие своеобразные параллели к тому, что существует в реальности. Это намеренная стратегия, представляющая собой противоположность массовой продукции многих современных художников. Поскольку эти картины не позволяют однозначно отнести себя ни к сюрреализму, ни к реализму, американский искусствовед Кэрол Стрикланд (Carol Strickland) предложила использовать применительно к работам Калаизиса понятие «соттореализм». «Сотто» в данном случае означает «по ту сторону» или «под» и указывает на скрытые тайны, спрятанные под поверхностью видимого на переднем плане. То, что при этом в большинстве случаев возникает, это картины, вызывающие легкое смятение, определенное нарушение внутреннего равновесия. Жизнь и смерть, грёза и реальность порой полностью сливаются друг с другом. Движущееся предстает застывшим, а застывшее тревожно подвижным. Нередко картины оказываются наполненными столь странной стремительностью, что кажется, будто всё имеет место в одно и то же время: магия, грация, гармония и бездонная пропасть. В интервью и дискуссиях Калаизис, картины которого окружают тематические области реальности и воображения, нередко упоминает Андрэ Массона, сказавшего однажды: «Нет ничего более фантастичного, нежели сама реальность».

## Награды
- 1997 — Стипендия федеральной земли Саксония
- 2001 — Премия за выдающиеся произведения искусства от «Фольксбанк» и «Райффайзенбанк»
- 2005 — Международная стипендия Министерства науки и искусства Германии и Высшего совета по искусству г. Колумбус (США)
- 2007 — Стипендия Центра международных художественных и кураторских студий и программ (ISCP), Нью-Йорк (США)
- 2016 — Стипендия Пекин, Китай